# Серик Ахметов
Серик Нигметович Ахметов (на казахски: Серік Нығметұлы Ахметов; на руски: Серик Ныгметович Ахметов; 25 юни 1958, Темиртау, Карагандинска област, Казахска ССР, СССР) е казахстански политик.

## Биография
Инженер-металлург, доктор на икономическите науки. Работи като металург, бил е комсомолски, партиен и стопански ръководител.
Той е министър-председател на Република Казахстан от 24 септември 2012 до 2 април 2014 г. Бил е също първи заместник министър-председател (20 януари – 24 септември 2012), министър на отбраната (3 април – 22 октомври 2014), министър на транспорта и комуникациите (25 септември 2006 – 3 март 2009), аким (управител) на Карагандинска област (19 ноември 2009 – 20 януари 2012).

## Осъждане
От 19 ноември 2014 г. е под домашен арест и разследван по обвинение в корупция. Осъден е на 10 години задържане в изправителна трудова колония на 11 декември 2015 г. По-късно срокът на присъдата е намален на 8 години.